# エバリスト・カルバリョ
エバリスト・ド・エスピリト・サント・カルバリョ（ポルトガル語: Evaristo do Espírito Santo Carvalho、1941年10月22日 - 2022年5月28日）は、サントメ・プリンシペの政治家。元大統領（第5代、2016年 - 2021年）、元首相（1994年、2001年 - 2002年）。独立民主行動 (ADI) 所属。

## 経歴
国会議長在任中の2011年、大統領選挙に立候補した。当時のパトリセ・トロボアダ首相の支持を受けたが、第1回投票ではマヌエル・ピント・ダ・コスタ候補に次ぐ2位（得票率21.8%）に終わり、決選投票では52.9%を得票したコスタ候補に敗れた。その後、独立民主行動の副代表に就任した。
2016年7月の大統領選挙では最多の票を獲得したが、得票率49.8%で過半数にわずかに届かなかったため、数週間後に決選投票が行われることとなった。しかし、現職のコスタが不正投票が行われたと主張して選挙戦から撤退したため、事実上カルバリョの当選が決まった。就任式は9月3日に行われた。選挙プロセスは国際社会から好意的に評価され、アメリカ合衆国国務省は「今回の選挙は、民主主義の価値観に対するサントメ・プリンシペの長年の献身のもうひとつのあらわれである。その賞賛すべき行いを通じて、サントメ・プリンシペの人々は他国にとっての民主主義の道しるべとしての役割を果たし続けるであろう」とのプレスリリースを公表した。
後任の大統領を決定する選挙の決選投票は2021年8月8日に執行される予定であったが、初回の投票結果を巡る混乱から延期に延期を重ね9月5日となったため、カルバリョの任期満了日である9月3日に間に合わない事態となった。このため、10月2日にカルロス・ビーラ・ノヴァが後任に就任するまで大統領にとどまった。晩年は闘病生活を続け、2022年5月28日にポルトガルのリスボンにある病院にて80歳で死去した。